# احمد شاملو
احمد شاملو (۲۱ آذر ۱۳۰۴ – ۲ مرداد ۱۳۷۹) متخلص به الف. بامداد و الف. صبح، شاعر، فیلم‌نامه‌نویس، روزنامه‌نگار، پژوهشگر، مترجم، فرهنگ‌نویس و از دبیران کانون نویسندگان ایران بود. او بنیان‌گذار قالب شعری موسوم به شعر سپید بود که تحولی در شعر نو فارسی پس از شعر نیمایی به شمار می‌آمد و از این رو او را پدر شعر سپید فارسی می‌نامند.
شاملو تحصیلات مدرسه‌ای منظمی نداشت؛ زیرا پدرش افسر ارتش بود و پیوسته از شهری به شهر دیگر مأمور می‌شد. به همین علت، خانواده‌اش هرگز نتوانستند مدتی طولانی در جایی ماندگار شوند. زندانی شدنش در سال ۱۳۲۲ به سبب فعالیت‌های سیاسی، پایانِ همان تحصیلات نامنظم بود.
شهرت اصلی شاملو به‌خاطر نوآوری در شعر معاصر فارسی و سرودن گونه‌ای شعر است که با نام شعر سپید، شعر منثور یا شعر شاملویی شناخته می‌شود و هم‌اکنون نیز یکی از مهم‌ترین قالب‌های شعری مورد استفادهٔ ایران به‌شمار می‌رود و تحت تأثیر شعر سپید فرانسوی به راه افتاده است. شاملو که هر شاعر آرمان‌گرا را در نهایت امر یک آنارشیست تام و تمام می‌انگاشت، در سال ۱۳۲۵ با نیما یوشیج ملاقات کرد و تحت تأثیر او به شعر نیمایی روی آورد؛ اما نخستین بار در شعر «تا شکوفهٔ سرخ یک پیراهن» که در سال ۱۳۲۹ با نام «شعر سفید غفران» منتشر شد وزن را رها کرد و به صورت پیشرو سبک نویی را در شعر معاصر فارسی شکل داد. «نخستین شب شعر بزرگ ایران» در سال ۱۳۴۷، از سوی وابسته فرهنگی سفارت آلمان در تهران برای احمد شاملو ترتیب داده شد.
شاملو گذشته از شعر، فعالیت‌هایی مطبوعاتی، پژوهشی و ترجمه‌هایی شناخته‌شده نیز دارد. مجموعهٔ کتاب کوچه او بزرگ‌ترین اثر پژوهشی در باب فرهنگ عامه مردم ایران است. بعضی از آثار وی به زبان‌های مختلف از جمله سوئدی، انگلیسی، ژاپنی، فرانسوی، اسپانیایی، آلمانی، روسی، ارمنی، هلندی، رومانیایی، فنلاندی، کردی و ترکی ترجمه شده اند. او از سال ۱۳۳۱ به مدت دو سال، مشاور فرهنگی سفارت مجارستان در تهران بود. شاملو در زمینۀ سینما نیز فعّال بود و برای فیلم‌سازان نامداری چون ساموئل خاچیکیان، ناصر ملک‌مطیعی و ایرج قادری فیلمنامه نوشته است.
برخی از مواضع شاملو دربارۀ سیاست روز و نیز اظهار نظر او پیرامون شعر و موسیقی سنتی ایرانی و مقایسۀ آن با موسیقی کلاسیک اروپایی جنجالی شد. روایتِ او از دیوان حافظ از جانب برخی از سنت‌گرایان ذوقی و غیر علمی شمرده شد. شاملو فردوسی و سعدی را سخت می‌نکوهید و بعضی از شاعران اروپایی چون فدریکو گارسیا لورکا و پل الوار را می‌ستود.
احمد شاملو پس از یک دورهٔ طولانی بیماری، در تاریخ ۲ مرداد ۱۳۷۹ درگذشت و پیکرش در امامزاده طاهر کرج به خاک سپرده شده است. سنگ گور او بارها توسط افرادی ناشناس شکسته شده است. از سال ۱۳۹۴ به مناسبت بزرگ‌داشت این شاعر، جایزه شعر احمد شاملو راه‌اندازی شده است که مراسم پایانی این رقابت ادبی روز ۲۱ آذر و هم‌زمان با سالروز تولد این شاعر برگزار می‌شود.

## سرگذشت

### تولد و سال‌های پیش از جوانی
احمد شاملو در ۲۱ آذر ۱۳۰۴ در خانۀ شمارۀ ۱۳۴ خیابان صفی‌علیشاه تهران از پدری بنام حیدر (که اصالتاً از قریه شاملو در ۲۰ کیلومتری تبریز بعد از بخش خواجه و از تبار اسماعیل میرزای صفوی) و مادری بنام کوکب، چشم به جهان گشود و به گفتهٔ شاملو در شعر «من بامدادم سرانجام…» از مجموعه مدایح بی‌صله مادرش کوکب شاملو، از مهاجران قفقازی بود که طی انقلاب بلشویکی ۱۹۱۷ روسیه، به همراه خانواده‌اش بالاجبار به ایران کوچانده شده بود.
دورهٔ کودکی را به‌خاطر شغل پدر که افسر ارتش رضا شاه بود و هر چند وقت را در جایی به مأموریت می‌رفت، در شهرهایی چون رشت و سمیرم و اصفهان و آباده و شیراز گذراند. (آیدا می‌گوید: «چون مدت کوتاهی بعد از تولد، خانواده‌اش رفته‌اند رشت و بعد دوباره آمده‌اند تهران، محل تولدش را اشتباهی رشت ثبت کرده‌اند») دوران دبستان را در شهرهای خاش، زاهدان، مشهد، بیرجند و قریه شاملو در (۲۰ کیلومتری تبریز بعداز بخش خواجه) گذراند و از دوازده ـ سیزده سالگی شروع به ضبط لغات متداول عوام (که در فرهنگ‌های رسمی ثبت نمی‌شود) کرد.
دورهٔ دبیرستان را در بیرجند، مشهد، گرگان و تهران گذراند و سال سوم دبیرستان را مدتی در دبیرستان ایران‌شهر و مدتی در دبیرستان فیروز بهرام تهران خواند و به شوق آموختن زبان آلمانی در مقطع اول هنرستان صنعتی ایران و آلمان ثبت‌نام کرد.

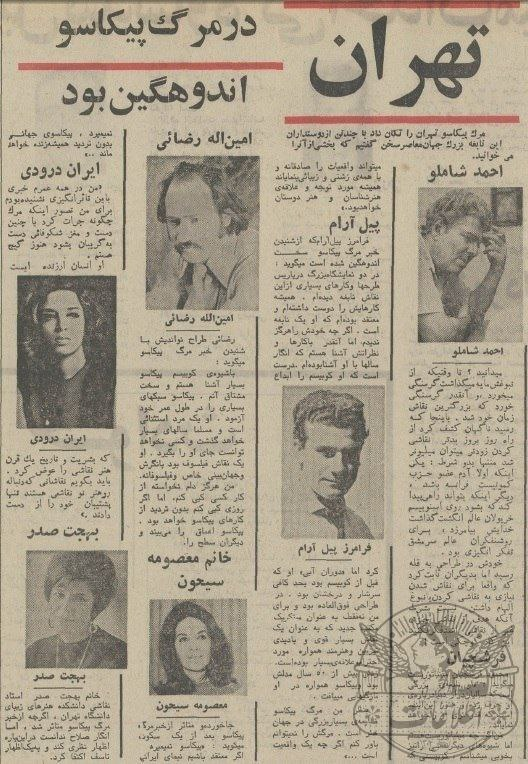
ویژه‌نامه روزنامه اطلاعات، دربارهٔ مرگ پابلو پیکاسو، با سخنانی از احمد شاملو، فرامرز پیلارام، امین‌الله رضایی، معصومه سیحون، ایران درودی، بهجت صدر

### دوران فعالیت سیاسی و زندان
در اوایل دههٔ ۲۰ خورشیدی، پدرش برای سر و سامان دادن به تشکیلات از هم پاشیدهٔ ژاندارمری به گرگان و ترکمن‌صحرا فرستاده شد. او همراه با خانواده به گرگان رفت و به ناچار در کلاس سوم دبیرستان ادامه تحصیل داد. در بحبوحهٔ جنگ جهانی دوم و ورود متفقین به خاک ایران، در فعالیت‌های سیاسی علیه متفقین در شمال کشور شرکت کرد و بعدها در تهران دستگیر و به بازداشتگاه سیاسی شهربانی و از آنجا به زندان شوروی در رشت منتقل شد. پس از آزادی از زندان با خانواده به رضائیه (ارومیه) رفت و تحصیل در کلاس چهارم دبیرستان را آغاز کرد. با به قدرت رسیدن پیشه‌وری و فرقه دموکرات آذربایجان همراه پدرش دستگیر شد و تا کسب تکلیف از مقامات بالاتر دو ساعت مقابل جوخه آتش قرار گرفت. سرانجام آزاد شد و به تهران بازگشت. او برای همیشه ترک تحصیل کرد و در یک کتاب‌فروشی مشغول به کار شد.
در سال ۱۳۳۲ پس از کودتای ۲۸ مرداد علیه دکتر مصدق و با بسته شدن فضای سیاسی ایران مجموعه شعر آهن‌ها و احساس توسط پلیس در چاپخانه سوزانده‌شد و با یورش مأموران به خانهٔ او، ترجمهٔ طلا در لجن اثر زیگموند موریس و بخش عمدهٔ کتاب پسران مردی که قلبش از سنگ بود اثر مور یوکائی با تعدادی داستان کوتاه نوشتهٔ خودش و کتاب‌ها و یادداشت‌های کتاب کوچه از میان رفت و با دستگیری مرتضی کیوان، نسخه‌های یگانه‌ای از نوشته‌هایش از جمله مرگ زنجره و سه مرد از بندر بی‌آفتاب توسط پلیس ضبط شد که دیگر هرگز به دست نمی‌آید. شاملو موفق به فرار می‌شود اما پس از چند روز فرار از دست مأموران در چاپخانه روزنامهٔ اطلاعات دستگیرشده، به عنوان زندانی سیاسی به زندان موقت شهربانی و زندان قصر برده می‌شود. در زندان، در کنار شعر، به بررسی شاهنامه هم می‌پردازد و دست به نگارش پیش‌نویس دستور زبان فارسی می‌زند و قصهٔ بلندی به سیاق امیر ارسلان و ملک بهمن می‌نویسد که در انتقال از زندان شهربانی به زندان قصر از بین می‌رود. مرتضی کیوان به همراه ۹ افسر سازمان نظامی حزب توده اعدام می‌شود و او در زمستان ۱۳۳۳ پس از تحمل یک سال حبس، از زندان آزاد می‌شود. او بعد از مرگ تقی ارانی،( نویسنده و شیمی‌دان و  مؤسس فکری/معنوی حزب توده ایران)،  قطعه ای در وصف او سرود.
با این‌حال «مردی که قلبش از سنگ بود» پس از سال‌ها توسط نشر ثالث به‌چاپ رسید.
احمد شاملو از حامیان اشغال سفارت آمریکا در ۱۳ آبان ۱۳۵۸ بود؛ امضای او پای پیام کانون نویسندگان ایران به دانشجویان تسخیرکننده سفارت آمریکا آمده که در روزنامه اطلاعات ۱۶ آبان ۵۸ منتشر شده است.

### رویدادهای مهم در زندگی شعری

#### آشنایی با نیما یوشیج

برخی از بنیان‌گذاران انجمن ادبی شمع سوخته. از راست به چپ: هوشنگ ابتهاج، سیاوش کسرایی، نیما یوشیج، احمد شاملو و مرتضی کیوان.

در سال ۱۳۲۵، شاملو که هنوز به عنوان شاعری نوپرداز شناخته نمی‌شد با نیما یوشیج، پدر شعر نو فارسی آشنا می‌گردد. او تصویر نیما یوشیج، نقاشی رسام ارژنگی و شعر ناقوس، سروده نیما را در روزنامه «پولاد» می‌بیند و اندکی پس از آن، رابطه‌ای ادبی میان آن دو شکل می‌گیرد. شاملو می‌گوید:
«نشانی‌اش را پیدا کردم رفتم درِ خانه‌اش را زدم. دیدم مردی با همان قیافه که رسام ارژنگی کشیده بود آمد دمِ در. به او گفتم استاد، اسم من فلان است، شما را دوست دارم و آمده‌ام به شاگردی‌تان. فهمید کلک نمی‌زنم. در من صمیمیتی یافته بود که آن را کاملاً درک می‌کرد. دیگر غالباً من مزاحم این مرد بودم و بدون این‌که فکر کنم دارم وقتش را تلف می‌کنم، تقریباً هر روز پیش نیما بودم.»
این آشنایی که باعث به وجود آمدن رابطه‌ای عاطفی و خانوادگی میان آن‌ها گشته بود، تا سال‌ها ادامه پیدا کرد. در ۱۴ خرداد ۱۳۳۰، نیما یوشیج با نوشتن یادداشتی برای شاملو و هدیه جلدی از کتاب «افسانه» از او قدردانی می‌کند:
«عزیز من، این چند کلمه را برای این می‌نویسم که این یک جلد افسانه از من، در پیش شما یادگاری باشد. شما واردترین کس به کار من و روحیه من هستید و با جرأتی که التهاب و قدرتِ رؤیت لازم دارد، واردید…»
در این سال‌ها، شاملو به گفته خود، تحت تأثیر نیما و نوآوری‌های او در شعر بوده است و در کتاب‌هایی که به چاپ رسانید، شعرهای بسیاری در قالب نیمایی می‌سراید. او به قصد معرفی شعر نیما، دست به انتشار مجلات کوچک مقطعی (چون سخن نو، هنر نو (ساعت ۴ بعد از ظهر)، روزنه، راد، آهنگ صبح و… زد؛ اما پس از آشنایی‌اش با فریدون رهنما و انتشار دفتر شعر «قطع‌نامه»، مسیر شاعری او به گونه‌ای دیگر رقم می‌خورد

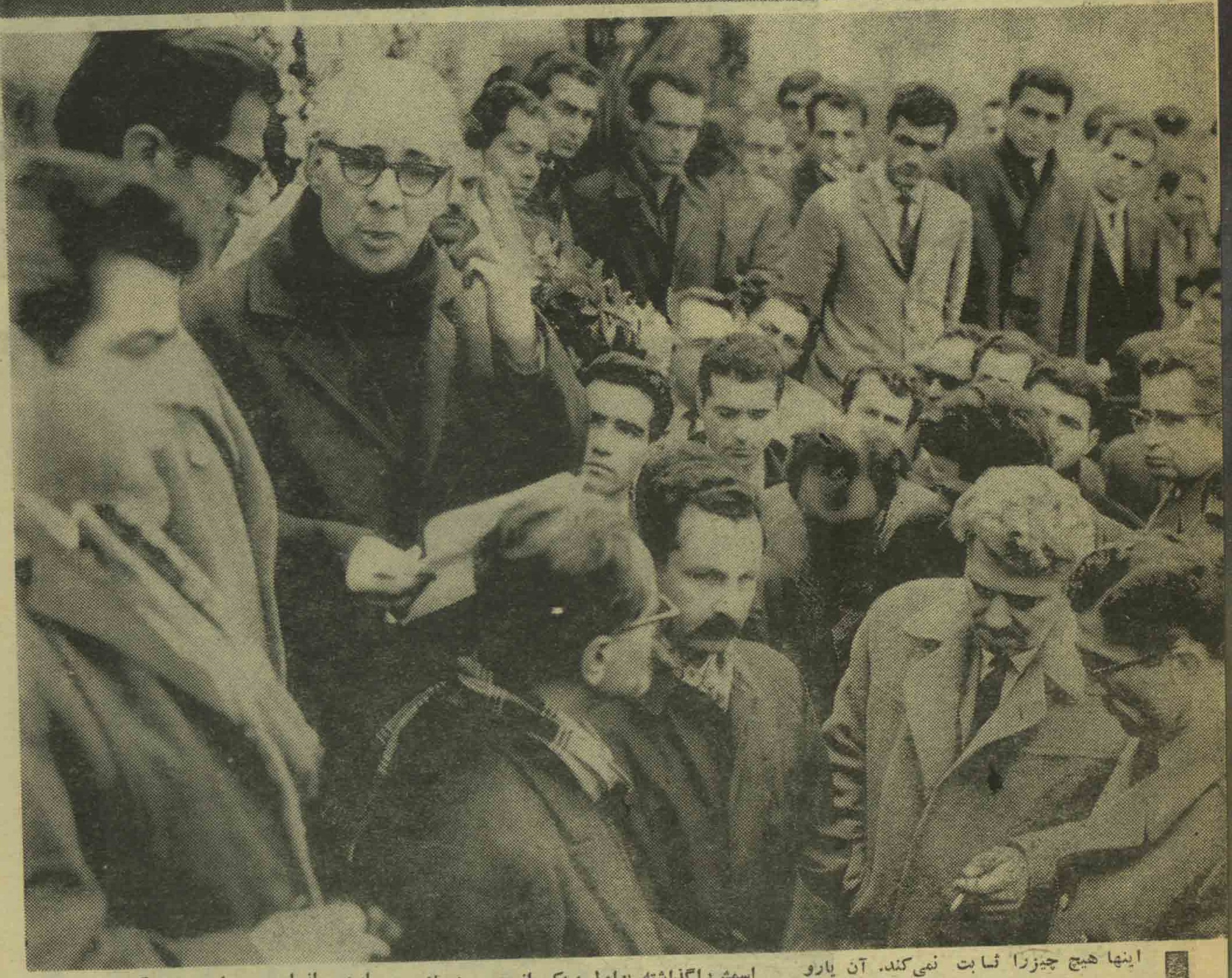
شاملو همراهِ سیاوش کسرایی و یزدانبخش قهرمان و دیگرانی در تشییعِ جنازهٔ فروغ فرّخ‌زاد

#### آشنایی با فریدون رهنما
آشنایی با فریدون رهنما، که از اروپا برگشته بود و با شعر روز جهان آشنا بود، تأثیر زیادی بر شاملو گذاشت.

او در سال ۱۳۳۰، دفتری به نام قطع‌نامه چاپ و منتشر کرد که رهنما نیز پیش‌گفتاری نقادانه بر آن نوشته بود. انتشار این مجموعه، که دربرگیرنده سروده‌های بی وزن شاعر بود و با معیارهای شعر نیمایی ناسازگار می‌نمود، باعث تیره شدن روابط نیمای زودرنج و شاملو گشت. رهنما در پیش‌گفتارش در وصف شعر شاملو نوشت:
ریتم اشعار صبح (شاملو) را با ریتم اشعار اسپانیولی و اشعار آمریکای لاتینی بعد از لورکا می‌شود مقایسه کرد. دنیای پر از اشکال و تصاویر نابرابر نیما یوشیج که نتیجه خشکی (در بهترین آثارش) به دهان‌مان می‌برد، با احساسات از بند رسته صبح (شاملو) به راه افتاده‌اند و ما را به نقاط عمیقِ درد پاشیده شده هدایت می‌کنند…

شاملو دربارهٔ این مقدمه گفته:
رهنما با خواهش من هم زیر بار حذف آن جمله نرفت. گفت نیما منطقی تر از آن است که از قضاوت کسی برنجد، وانگهی این سلیقه شخص من است و قرار نیست قوانین اخلاقی حاکم بر روابط تو و نیما در آن دخالت داده شود.

او دربارهٔ کنار گذاشتن وزن عروضی، چه به شکل قدیمی و چه نیمایی آن، معتقد است:
خط کشیدن بر عروض قدیم و جدید، عملاً حاصل درس بزرگی بود که من از کارهای خود نیما گرفتم، ولی او حاضر به تجدید نظر نبود که هیچ، آن را مستقیماً دهان‌کجی به خود تلقی کرد و با انتشار «قطعنامه» هم به کلی از من کنار کشید و هر بار که به خدمتش رفتم با سردی بیشتری مرا پذیرفت و هرگز حاضر نشد توضیحات مرا بشنود. شاید هم حق داشت. فریدون رهنما نمی‌بایست در مقدمه آن دفتر دل او را با آن قضاوت به درد می‌آورد.
اگرچه شاملو خود بر این باور بود که فریدون رهنما جهان دیگری را به او معرفی کرد که در سایه آن به بینش شعری خود رسید، اما او به هیچ وجه از نیما دست نکشید، به‌طوری که در شعرهای نیماییش در شمار شاعران موفق دوران معاصر قرار می‌گیرد. ضیاء موحد معتقد است امروزه تأثیر شعر شاملو بر شعر معاصر ایران از تأثیر شعر نیما بیشتر مشهود است.

### زندگی خانوادگی
شاملو در سال ۱۳۲۶ در سن بیست و دو سالگی با اشرف‌الملوک اسلامیه ازدواج کرد. هر چهار فرزند او، سیاوش، سامان، سیروس و ساقی حاصل این ازدواج هستند. این ازدواج به جدایی می‌انجامد و شاملو پس از یک دهه در سال ۱۳۳۶ با طوسی حائری ازدواج می‌کند. دومین ازدواج شاملو، همچون نخستین ازدواج، مدت زیادی دوام نمی‌آورد و چهار سال بعد در ۱۳۴۰ از همسر دوم خود نیز جدا می‌شود. اما سومین و آخرین پیوند زناشویی شاملو با آیدا، در سال ۱۳۴۳ بود که تا پایان عمر خود، عاشقانه با او زیست.
نقش آیدا در زندگی شاملو
شاملو در ۱۴ فروردین ۱۳۴۱ با آیدا سرکیسیان (ریتا آتانث سرکیسیان) آشنا می‌شود. این آشنایی تأثیر بسیاری بر زندگی او دارد و نقطهٔ عطفی در زندگی او محسوب می‌شود. در این سال‌ها شاملو در توقف کامل آفرینش هنری به سر می‌برد و تحت تأثیر این آشنایی شعرهای مجموعهٔ آیدا: درخت و خنجر و خاطره! و آیدا در آینه را می‌سراید. او دربارهٔ اثر آیدا در زندگی خود به مجله فردوسی گفت: «هر چه می‌نویسم برای اوست و به خاطر او… من با آیدا آن انسانی را که هرگز در زندگی خود پیدا نکرده‌بودم پیدا کردم».
آیدا و شاملو در فروردین ۱۳۴۳ ازدواج می‌کنند و شش ماه در ده شیرگاه (مازندران) اقامت می‌گزینند و از آن پس شاملو تا آخر عمر در کنار او زندگی می‌کند. شاملو در همین سال دو مجموعه شعر به نام‌های آیدا در آینه و لحظه‌ها و همیشه را منتشر می‌کند و سال بعد نیز مجموعه‌ای به نام آیدا: درخت و خنجر و خاطره! منتشر می‌شود و در سال ۱۳۴۵ برای سومین بار تحقیق و گردآوری کتاب کوچه را آغاز می‌کند و برنامهٔ قصه‌های مادربزرگ را برای بخش برنامه‌های کودک تلویزیون ملی ایران تهیه می‌کند.

### سفرهای خارجی
۱۳۵۱ مدتی بعد از تحمل دردهای شدید برای معالجهٔ آرتروز گردن به پاریس می‌رود و جراحی می‌شود. در سال ۱۳۵۴ دانشگاه رم از او دعوت می‌کند تا در کنگرهٔ جهانی نظامی گنجوی شرکت کند و از همین رو با یدالله رؤیایی رهسپار ایتالیا می‌شود.
۱۳۵۵ انجمن قلم آمریکا و دانشگاه پرینستون از او برای شرکت در گردهمایی ادبیات امروز خاورمیانه و سخنرانی و شعرخوانی دعوت می‌کنند و او عازم ایالات متحده آمریکا می‌شود. شاملو در این سفر به سخنرانی و شعرخوانی در دانشگاه‌های نیویورک و پرینستون می‌پردازد. او با شاعران و نویسندگان مشهور جهان همچون یاشار کمال، آدونیس، البیاتی و کوزمینسکی در این سفر دیدار می‌کند و پس از سه ماه همراه آیدا به ایران بازمی‌گردد. در همین سال با دعوت دانشگاه بوعلی سینا، برای مدتی به سرپرستی پژوهشکدهٔ آن دانشگاه مشغول می‌شود. چند ماه بعد، این بار در اعتراض به سیاست‌های حکومت پهلوی ایران کشور را به مقصد ایتالیا، (رم) ترک می‌کند و از آنجا به آمریکا می‌رود و در دانشگاه‌های هاروارد، و ام آی تی و دانشگاه برکلی به سخنرانی می‌پردازد.
۱۳۵۷، پس از یک سال تلاش بی‌حاصل برای انتشار هفته‌نامه، به امید نشر و فعالیت علیه رژیم شاه به بریتانیا می‌رود. در لندن ۱۴ شمارهٔ نخست هفته‌نامه ایرانشهر را سردبیری می‌کند اما در اعتراض به سیاست دوگانهٔ مدیران آن در قبال مبارزه با رژیم و مسائل مربوط به ایران استعفاء می‌دهد.
۱۳۶۷ به آلمان غربی سفر می‌کند تا به عنوان میهمانِ مدعوِ دومین کنگرهٔ بین‌المللی ادبیات (اینترلیت ۲) با عنوان جهانِ سوم: جهانِ ما در ارلانگن آلمان و شهرهای مجاور شرکت کند. در این کنگره نویسندگانی از کشورهای مختلف از جمله عزیز نسین، درک والکوت، پدرو شیموزه، لورنا گودیسون و ژوکوندو بِلی حضور داشتند. سخنرانی شاملو با عنوان «من دردِ مشترکم، مرا فریاد کن!» به تأثیر فقر و ناآگاهی و خرافه در عدم دستیابی به فرهنگ یکپارچه و متعالی جهانی اختصاص داشت. در ادامهٔ این سفر به دعوت خانم روترات هاکرمولر در اتریش، به شعرخوانی و سخن‌رانی می‌پردازد و به دعوت انجمن جهانی قلم (Pen) و دانشگاه گوتنبورگ به سوئد می‌رود. به دعوت ایرانیان مقیم سوئد در خانهٔ مردم استکهلم شب شعر اجرا می‌کند و با دعوت هیئت رئیسهٔ انجمن قلم سوئد با آنان نیز ملاقات می‌کند. مجموعه شعرهای احمد شاملو (دوجلدی) در آلمان غربی منتشر می‌شود.
۱۳۶۹ برای شرکت در جلساتی که به دعوت مرکز پژوهش و تحلیل مسائل ایران سیرا (CIRA) در دانشگاه برکلی برگزار شد به عنوان میهمان مدعو به آمریکا سفر می‌کند. سخنرانی‌های او، «مفاهیم رند و رندی در غزل حافظ» و «حقیقت چقدر آسیب‌پذیر است» که با نام «نگرانی‌های من» منتشر شد، واکنش گسترده‌ای در مطبوعات فارسی‌زبان داخل و خارج از کشور داشت و مقالات زیادی در نقد سخنرانی‌های شاملو نوشته شد.
در بوستون دو عمل جراحی مهم روی گردن او صورت گرفت. با این حال چندین شب شعر در شهرهای مختلف با حضور شاملو که تعدادی از آنها به نفع زلزله‌زدگان رودبار و آوارگان کرد عراقی بود برگزار شد. در این بین به عنوان استاد میهمان یک ترم در دانشگاه برکلی زبان، شعر و ادبیات معاصر فارسی را به دانشجویان ایرانی تدریس کرد و در همین زمان ملاقاتی با لطفی علی‌عسکرزاده ریاضی‌دان شهیر ایرانی داشت.
۱۳۷۰، بعد از یک سال و نیم دوری از کشور، به ایران بازگشت.

### سال‌های پایانی
. . . چرا یک مجله دولتی باید از شاملو آن شاعر معاند و بهرام بیضایی آن کارگردان حذف‌شده انقلاب و نظام تجلیل کند؟ . . .

مرتضی نبوی، در نطقِ استیضاحِ عطاءالله مهاجرانی در مجلس شورای اسلامی، بهارِ ۱۳۷۸
سال‌های آخر عمر شاملو کم و بیش در انزوا گذشت. از سویی تمایل به خروج از کشور نداشت و خود در اینباره می‌گوید: «راستش بار غربت سنگین‌تر از توان و تحمل من است… چراغم در این خانه می‌سوزد، آبم در این کوزه ایاز می‌خورد و نانم در این سفره است.» از سوی دیگر اجازهٔ هیچ‌گونه فعالیت ادبی و هنری به شاملو داده نمی‌شد و اکثر آثار او از جمله کتاب کوچه سال‌ها در توقیف مانده بود. بیماری آزارش می‌داد و با شدت گرفتن بیماری دیابت، و پس از آن که در ۲۶ اردیبهشت ۱۳۷۶، در بیمارستان ایرانمهر تهران، پای راست او را از زانو قطع کردند، روزها و شب‌های دردناکی را پشت سر گذاشت. البته در تمام این سال‌ها کار ترجمه و به‌خصوص تدوین کتاب کوچه را ادامه داد و گه‌گاه از او شعر یا مقاله‌ای در یکی از مجلات ادبی منتشر می‌شد. او در دهه هفتاد با شرکت در شورای بازنگری در شیوهٔ نگارش و خط فارسی در جهت اصلاح شیوه نگارش خط فارسی فعالیت کرد و تمام آثار جدید یا تجدید چاپ شده‌اش با این شیوه منتشر شد. پس از توقفی طولانی در انتشار کتاب‌های شعرش، دفتر شعر ترانه‌های کوچک غربت (۱۳۵۹)، مدایح بی‌صله در ۱۳۷۱(در استکهلم)، در آستانه در ۱۳۷۶، و آخرین مجموعه شعر احمد شاملو، حدیث بی‌قراری ماهان در ۱۳۷۹ منتشر شد.

### درگذشت و پس از آن

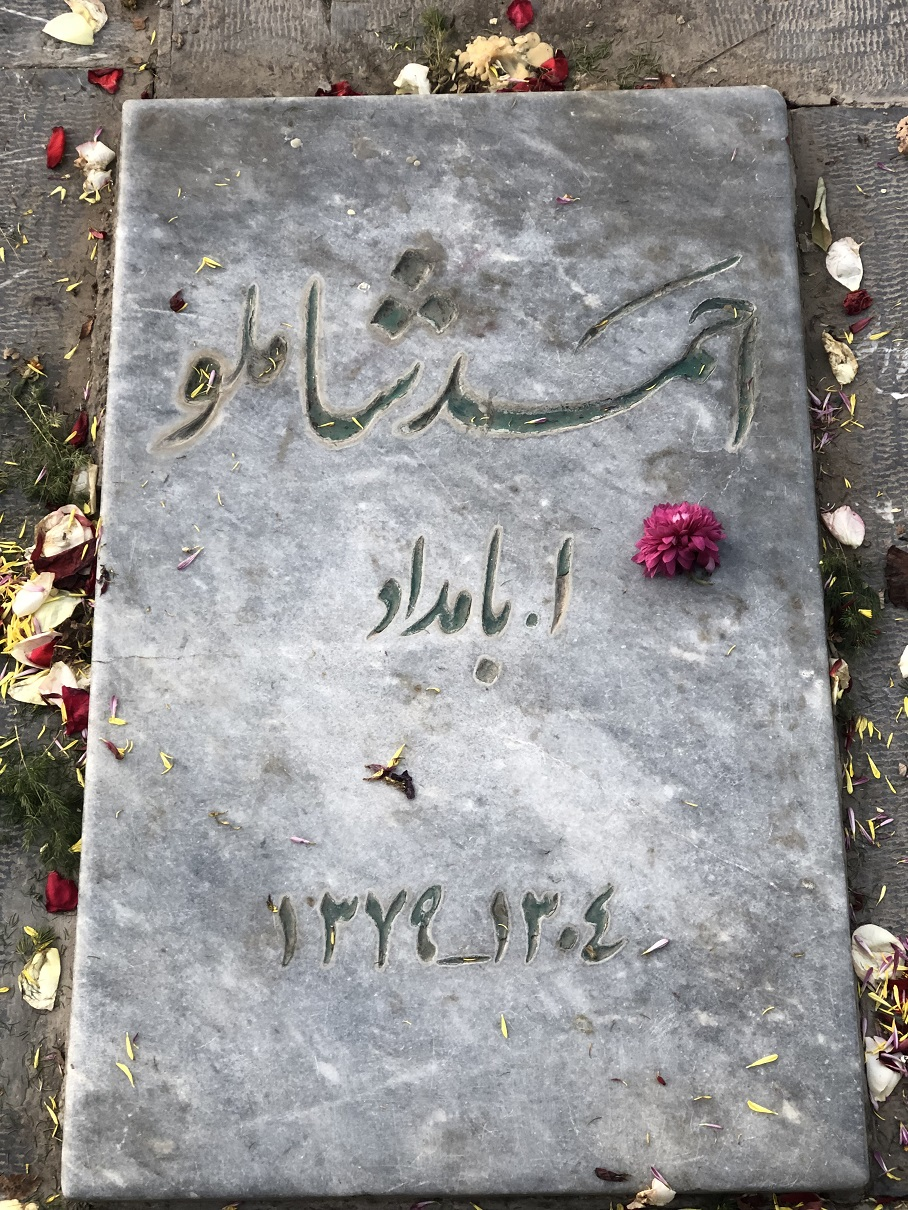
سنگ مزار احمد شاملو واقع در امام‌زاده طاهر

سرانجام شاملو در ساعت ۹ شب یکشنبه ۲ مرداد ۱۳۷۹ در خانه خود در دهکده فردیس درگذشت. پیکر او در روز پنج‌شنبه ۶ مرداد از مقابل بیمارستان ایرانمهر و با حضور ده‌ها هزار نفر از علاقه‌مندان وی تشییع و در امامزاده طاهر کرج در نزدیکی مزار گلشیری، محمد مختاری و پوینده به خاک سپرده شد. کانون نویسندگان ایران، انجمن‌های قلم آمریکا، سوئد، آلمان و چندین انجمن داخلی و برخی محافل سیاسی پیام‌های تسلیتی به مناسبت درگذشت وی در این مراسم ارسال کردند.
پس از مرگ احمد شاملو، مراسم سالگرد و یادبودش بارها با حضور نیروهای امنیتی همراه بوده که در مواردی هم به تندی گراییده یا به دلایل امنیتی برگزار نشده است. همچنین سنگ مزار او به دست افراد ناشناس چندین بار مورد تخریب قرار گرفته.
در فروردین سال ۱۳۸۵ کانون نویسندگان ایران علی‌رغم این که این حرکات را اعمال بدکردارانه شب پرستان کوردل نامید ولی ضمن اعتراض شدید، حتی در خور محکوم کردن هم ندانست. کانون نویسندگان ایران به خانواده احمد شاملو توصیه کرد که هیچ اقدامی برای بازسازی سنگ گور نکنند.
تا سال ۱۳۹۴ مراسم سالگرد احمد شاملو با کنترل نسبی از سوی نیروهای امنیتی به‌طور محدود برگزار می‌شد ولی در سال‌های ۱۳۹۵ و ۹۶ مأموران پیش از شروع مراسم در امامزاده طاهر کرج، محل برگزاری یادبود را بسته و جمعیت شرکت‌کننده را بازداشت یا متفرق کرده‌اند.
در ۲ مرداد ۱۳۹۶ در هفدهمین سالگرد درگذشت شاملو ده‌ها نفر از دوستداران وی که قصد ادای احترام به او در امامزاده طاهر کرج را داشتند به دلیل حضور نیروهای انتظامی در امام زاده طاهر و بستن درهای آن اجازه حضور بر سر مزارش را نیافتند و تعدادی هم دستگیر شدند.
روز چهارشنبه ۲ مرداد ۱۳۹۸ گروهی از علاقه‌مندان به احمد شاملو قصد حضور بر سر مزار او در امام‌زاده طاهر کرج را داشتند، اما مأموران امنیتی با بستن درهای امام‌زاده طاهر کرج، مانع از برگزاری این مراسم شدند.
در روز جمعه ۳ مرداد ۱۳۹۹ چند تن از اعضای هیئت دبیران کانون نویسندگان ایران برای برگزاری مراسم بیستمین سالروز درگذشت احمد شاملو، به گورستان امامزاده طاهر رفتند و قصد حضور بر مزار احمد شاملو را داشتند که با جلوگیری مأموران امنیتی و بسته بودن درب‌های گورستان مواجه شدند.

## زمینه‌های فعالیت

### شعر و ترانه
سال ۱۳۲۶ کار شاعری شاملو با انتشار دفتری به نام «آهنگ‌های فراموش شده» که تنها دفتر شعر او در قالب سنتی و موزون است، آغاز می‌شود. شاملو در مقدمه همان دفتر می‌نویسد:
«قطعاتی که در این کتاب جمع شده‌اند، نوشته‌هایی است که در حقیقت می‌بایستی سوزانده شده باشد. آهنگ‌هایی‌ست که خیلی زود از یاد می‌رود… این قدم‌های اولینِ کودکی است که می‌خواسته راه بیفتد. ناچار دستش را به دیوار می‌گیرد، دستش می‌لرزد. سست و مردد است و ناموزون راه می‌رود.»
سال‌ها بعد، شاملو با انتشار قطع‌نامه شعر جدیدی را پایه‌گذاری می‌کند. رضا براهنی در این‌باره می‌نویسد:
«در واقع شاملو با قطع‌نامه شعر جدیدی را پیشنهاد می‌کند و التزامی بسیار صریح را بر گُرده شعر می‌گذارد که شاید با ذات شعر به معنای واقعی منافات داشته باشد، ولی ضرورت زمانه، روان‌شناسی خود شاملو و اعتراض عمیق او به قرارداد از هر نوع، نگارش این شعر را ایجاب می‌کرد.»
در سال ۱۳۳۶ با انتشار مجموعه اشعار هوای تازه، به عنوان شاعری برجسته تثبیت می‌شود. این دفتر شامل فرم‌ها و تجربه‌هایی متفاوت در قالب شعر نو است.
در همین سال مجموعه‌ای از رباعیات ابوسعید ابوالخیر، خیام و باباطاهر را منتشر می‌کند.
در سال ۱۳۳۹ مجموعه شعر باغ آینه منتشر می‌شود. معروف‌ترین ترانه‌های عامیانه معاصر فارسی همچون پریا و دخترای ننه دریا در این دو مجموعه منتشر شده است.
عبدالعلی دستغیب منتقد ادبی که مجموعه نقدی بر آثار شاملو نوشته است، معتقد است که شاملو پس از نیما، بیشترین تأثیر را بر شعر و شاعران معاصر داشته است و بر این باور است که در میان شاعران معاصر ایران، عاشقانه‌های شاملو، زیباترین ترانه‌های عشق در شعر نوی پارسی است.
شاملو مجموعه‌ای از شعرهای سیاسی خود را به نام کاشفان فروتن شوکران - که در آن شعر «مرگ نازلی» در بزرگداشت وارطان سالاخانیان، مبارز مسیحی ایرانی است- و مجموعه‌های پریا، ترانه شرقی (لورکا)، مسافر کوچولو و یل و اژدها را دکلمه کرده است و به صورت نوار صوتی منتشر شده‌اند.
چندین گفتگو از او به چاپ می‌رسد تا آن که در سال ۱۳۷۲ با کمی بازتر شدن فضای سیاسی ایران آثار شاملو به صورت محدود مجوز نشر می‌گیرند.
از آنجا که شاملو تثبیت‌کننده شعری نوپا بوده است، شرح و نقدهای بسیاری دربارهٔ شعر او نوشته شده است. شمس لنگرودی نویسنده «تاریخ تحلیلی شعر نو» دربارهٔ شعر شاملو و شاعری او می‌گوید:
«شاملو متوجه شد که موسیقی کهن کلام می‌تواند آن روح را در محتوای او بدمد؛ نه موسیقی زبانِ روزمره. در نتیجه شعری سرود که صورت و محتوای هماهنگی داشت و همین امر باعث جذابیت شعر او شد. البته فقط این مسئله اثرگذار نبوده است. شاملو از معدود شاعرانی است که برای همه نسل‌ها شعر سروده است، یعنی از وقتی کودکی به دنیا می‌آید می‌توان «بارون می‌آد جرجر» شاملو را برایش زمزمه کرد تا دوره نوجوانی و عاشقانه‌ها، تا جوانی و روحیه انقلابی و تا دوره میانسالی و پیری که «در آستانه» شعری جاودانه است.»

### روزنامه‌نگاری
احمد شاملو در سال ۱۳۳۹ مدتی سردبیری هفته‌نامه فردوسی را به عهده گرفته بود. او مجله را به شکل و اندازه‌ای غیر از معمول مجله فردوسی درمی‌آورد و سنجاق ناشده و روزنامه‌وار به دست خواستاران می‌رساند. او بخشی از صفحات هفته‌نامه را به چاپ نوشته‌های پژوهش‌گران فرهنگ مردم، تحت عنوان «کتاب کوچه» اختصاص داده بود.
در سال۱۳۴۰ با همکاری محسن هشترودی، ۲۵ شماره از هفته‌نامه کتاب هفته را منتشر می‌کند. هفته‌نامه کتاب هفته و خوشه از تأثیرگذارترین هفته‌نامه‌های ادبی دههٔ ۴۰ بودند.
در سال ۱۳۴۶ شاملو سردبیری قسمت ادبی و فرهنگی هفته‌نامه خوشه را به عهده می‌گیرد. همکاری او با نشریه خوشه تا ۱۳۴۸ که نشریه به دستور ساواک تعطیل می‌شود، ادامه دارد. شاملو نام کاریکلماتور را در همین دوران است که برای نامیدن نوشته‌های طنزآمیز پرویز شاپور می‌سازد که رفته‌رفته رواج پیدا می‌کند و جا می‌افتد.
در سال ۱۳۵۸ هفته‌نامهٔ کتاب جمعه با سردبیری احمد شاملو و مدیریت ع. پاشایی منتشر می‌شود. انتشار این هفته‌نامه پس از ۳۶ شماره توقیف می‌شود.

### ترجمه
شاملو در زمینه ترجمه نیز فعالیت‌های زیادی دارد. با این‌که بحث ترجمه‌های شاملو، همانند برخی دیدگاه‌هایش، منتقدانی نیز داشته و بحث‌انگیز بوده است، با این‌حال برخی از این ترجمه‌ها، در شمار آثاری شناخته‌شده قرار دارند. یکی از این کارها، «ترانه شرقی و اشعار دیگر»، سروده‌های فدریکو گارسیا لورکا با اجرا و صدای خودش بود که با استقبال فراوانی روبرو شد.
از ۱۳۶۲ با تغییر فضای سیاسی ایران چاپ آثار شاملو نیز متوقف می‌شود. در حالی که کار و فعالیت شاملو متوقف نمی‌شود. نوار کاست سیاه همچون اعماق آفریقای خودم (ترجمهٔ شعرهای لنگستون هیوز) و سکوت سرشار از ناگفته‌هاست (ترجمهٔ شعرهای مارگوت بیکل)، کاری مشترک با محمد زرین‌بال با موسیقی بابک بیات منتشر می‌شود.
از دیگر کارهای او در این زمینه می‌توان به ترجمه «درها و دیوار بزرگ چین»، رمان «پابرهنه‌ها» اثر زاخاریا استانکو، رمان «دن آرام» و شازده کوچولو اشاره کرد. هم چنین ترجمهٔ گیل گمش که قدیمی‌ترین متن اسطوره‌ای جهان است از دیگر کارهای ارزشمند شاملو در زمینهٔ ترجمه است.
در کتاب تاریخ ترجمهٔ ادبی از فرانسه به فارسی (۱۳۹۳) دربارهٔ ترجمه‌های احمد شاملو نوشته شده است: «شاملو در بیشتر ترجمه‌هایش به خوبی از عهده برآمده است؛ از جمله برزخ (۱۳۳۴) از ژان روورزی، زرنگار (۱۳۳۵) از هربر لو پوریه، پابرهنه‌ها (۱۳۳۷) از زاخاریا استانکو، قصه‌های بابام (۱۳۴۶) از ارسکین کالدول، عروسی خون (۱۳۴۷) از فدریکو گارسیا لورکا، درخت سیزدهم (۱۳۴۹) از آندره ژید، دماغ (۱۳۵۱) از ریونوسوکه آکوتاگاوا، سیزیف و مرگ (۱۳۵۲) از روبر مرل، خزه (۱۳۵۵) از هربر لو پوریه، مرگ کسب و کار من است (۱۳۵۵) از روبر مرل و شهریار کوچولو (۱۳۵۸) از سنت‌اگزوپری که در چاپهای بعدی با عنوان شازده کوچولو منتشر شد. شاملو در برخی از ترجمه‌هایش استفادهٔ مفرط از زبان شکسته را برای خود جایز دانسته است و همین قضیه باعث دوری او از سبک متن اصلی شده است.»
ابراهیم گلستان در مصاحبه‌ای ادعا کرده که شاملو زبان خارجی نمی‌دانسته و از ترجمه‌های دیگران رونویسی می‌کرده است:

من اصلاً با شاملو آشنایی نداشتم و اگر هم اختلاف نظر دارم به خاطر حرکت‌ها و حرف‌هایی بود که می‌کرد و می‌زد [...] مثلاً آقای اعتمادزاده «دن آرام» را برداشته بود ترجمه کرده بود بعد آقای شاملو برمی‌دارد و این را بازنویسی می‌کند، آخر تو که نه انگلیسی می‌دانستی نه فرانسه و نه روسی می‌دانستی برداشته‌ای ترجمه این آدم را جلوی خودت گذاشته‌ای و بازنویسی می‌کنی شاید آقای اعتمادزاده غلط ترجمه کرده باشد اگر این‌طور باشد تو چه چیزی داری بگویی [...] عین همین اتفاق برای «گیل گمش» دکتر منشی‌زاده افتاد آن فارسی که دکتر منشی‌زاده برای گیل گمش به کار برد فارسی فوق‌العاده و درجه اولی است شاملو می‌گفت: این بد است و چون اصل آن را گیر نیاوردم آمدم همین را بازنویسی کردم.

### فرهنگ‌نویسی
«کتاب کوچه» عنوان فرهنگ‌نامه‌ای است که به کوشش احمد شاملو و همسرش، آیدا سرکیسیان، در چندین مجلد به عنوان دائرةالمعارف فرهنگ عامیانهٔ مردم ایران تدوین شده و بعد از درگذشت شاملو، سرپرستی این مجموعه بر عهدهٔ همسرش، آیدا بوده است.
این دانشنامه، دائرةالمعارف فرهنگ عامیانه مردم ایران در چندین جلد، شامل اصطلاحات، تعبیرات و ضرب‌المثلهای فارسی است. نخستین جلد این فرهنگ در سال ۱۳۵۶ از سوی انتشارات مازیار منتشر شد و پس از انتشار شش جلد آن تا سال ۱۳۶۲، انتشار این فرهنگ به دلیل مشکلات ممیزی تا سال ۱۳۷۲ در ایران متوقف ماند و تنها یک جلد از قصه‌های کتاب کوچه در سوئد منتشر شد.
این فرهنگ‌نامه، اگر آن‌گونه که مؤلف در جلد اول بیان داشته انتشار یابد، جامع‌ترین دائرةالمعارف فرهنگ و زبان عامیانه ایران است که تاکنون (۱۳۹۱) یازده جلد آن، تا پایان حرف «ج» ، منتشر شده است. از جمله ویژگی‌های کتاب کوچه، استفاده از شماره ردیف برای هر مدخل است که ارجاعات نیز بر اساس این شماره‌ها صورت می‌گیرد.

### فعالیت‌های سینمایی
در سال ۱۳۳۸ شاملو به تهیهٔ فیلم مستند سیستان و بلوچستان برای شرکت ایتال کنسولت می‌پردازد. این آغاز فعالیت سینمایی بحث‌انگیز احمد شاملو است. او به‌خصوص در نوشتن فیلم‌نامه و دیالوگ‌نویسی فعال است. در سال‌های پس از آن و به‌ویژه با مطرح شدنش به عنوان شاعری معروف، منتقدان مختلف حضور سینمایی او را کمرنگ دانسته‌اند. خود او می‌گفت: «شما را به خدا اسم‌شان را فیلم نگذارید.» و بعضی شعر معروف او «دریغا که فقر/ چه به آسانی/ احتضار فضیلت است» را به این تعبیر می‌دانند که فعالیت‌های سینمایی او صرفاً برای امرار معاش بوده است. شاملو در اینباره می‌گوید: «کارنامه سینمایی من یک جور نان خوردن ناگزیر از راه قلم بود و در حقیقت به نحوی قلم به مزدی!»
از میان فیلمنامه‌های شاملو می‌توان به «بن‌بست» (۱۳۴۳، میرصمدزاده) محصول استودیو پانوراما و «فرار از حقیقت» (۱۳۴۵، ملک مطیعی) محصول مهتاب فیلم اشاره کرد.
در سال‌های سینمای بعد از انقلاب هم شاملو فیلم‌نامه‌ای با نام «میراث شوم» نوشت و در اختیار مسعود کیمیایی جهت ساخت قرار داد. داستان «میراث» در آذربایجان می‌گذرد و به نهضت آزادی طلبانه آذربایجان و برخوردهایش با حکومت وقت می‌پردازد. این فیلم‌نامه هرگز امکان ساخت را پیدا نکرد. کیمیایی دلیل فیلم نشدن آن در هنگام زندگی شاملو را مجوز ندادن وزارت ارشاد به این سناریو اعلام کرد.

### دیگر فعالیت‌ها
در سال ۱۳۳۹ با همکاری هادی شفائیه و سهراب سپهری اداره سمعی و بصری وزارت کشاورزی را تأسیس می‌کند و به عنوان سرپرست آن مشغول به کار می‌شود.
در سال ۱۳۴۷ «شب شعر خوشه» را با همکاری امیر هوشنگ عسگری و با حضور ۱۱۰ شاعر معاصر، نمایشگاه نقاشی منصوره حسینی، نمایشگاه کاریکاتور اردشیر محصص و تئاتر در انتظار گودو را با هنرمندی داوود رشیدی، پرویز صیاد و پرویز کاردان برگزار می‌کند.
شاملو که به بریتانیا رفته بود، سه هفته پس از پیروزی انقلاب بهمن ۵۷ ایران و سقوط حکومت پهلوی، در ۱۱ اسفند به ایران بازمی‌گردد. او پس از بازگشت، به عنوان عضو هیئت دبیران کانون نویسندگان ایران انتخاب می‌شود و مقاله‌ها و مصاحبه‌های متعددی پیرامون تحلیل و آسیب‌شناسی انقلاب و مسایل روز سیاسی و اجتماعی از او در مجلات و روزنامه‌ها به چاپ می‌رسد.
او از علاقه مندان به جنبش‌های چپی و کمونیستی در ایران بود به گونه ای که در مدح عزت‌الله سیامک بنیان‌گذار شاخه نظامی حزب توده شعر ساعت اعدام، برای مرتضی کیوان روزنامه‌نگار و از اعضای حزب توده شعرِ از عموهایت و برای مهدی رضایی از فرماندهان سازمان مجاهدین خلق شعر ابراهیم در آتش را سروده بود.
او همچنین نامه ای به مسعود رجوی بلندپایه‌ترین رهبر سازمان مجاهدین خلق نوشت.

## دیدگاه‌های شاملو

### دربارهٔ شعر
شاملو دربارهٔ شعر سخنرانی‌ها و نوشته‌های بسیاری دارد. برخی از آرای او دربارهٔ شعر از این قرار است:
- امروز خواننده شعر پذیرفته است که شعر را به نثر نیز می‌توان نوشت. به عبارت دیگر، می‌توان سخنی پیش آورد که بدون استعانت وزن و سجع، شعری باشد بس جان‌دار و عمیق. من مطلقاً به وزن به مثابه یک چیز ذاتی و لازم یا یک وجه امتیاز شعر اعتقاد ندارم، بلکه به عکس معتقدم التزام وزن، ذهن شاعر را منحرف می‌کند؛ چون ناچار وزن فقط مقادیر معدودی از کلمات را در خود راه می‌دهد و بسیاری کلمات دیگر را پشت در می‌گذارد، در صورتی‌که ممکن است درست همین کلماتی که در این وزن راه نیافته، در شمار تداعی‌ها درست در مسیر خلاقیت ذهن شاعر بوده‌باشد.[۶۵]
- آن اوایل که بعضی از ما شاعران امروز، دست به نوشتن شعرهای بی وزن و قافیه زدیم، عده‌ای از فضلا که از هر جور نوآوری وحشت دارند و طبعاً این شیوه شعر نوشتن را امکان نداشت قبول کنند، به عنوان بزرگ‌ترین دلیل بر مسخره بودن ما و کار ما همین موضوع را مطرح می‌کردند؛ یعنی می‌گفتند: «اینها که شما جوان‌ها می‌نویسید اصلاً شعر نیست.» می‌پرسیدیم: «آخر دلیلش؟» می‌خندیدند، یا بهتر گفته باشم ریشخندمان می‌کردند و می‌گفتند: «شما آن قدر بی‌سواد و بی‌شعورید که نمی‌فهمید این که نوشته‌اید نثر است!» و به این ترتیب اشکال کار روشن می‌شد: فضلا شعر را از ادبیات تمیز نمی‌دادند. در نظر آن‌ها هر رطبی و یابسی که وزن و قافیه داشت، شعر بود و هر سخن عاری از وزن و قافیه، نثر. اما تلاش شاعران معاصر در این نیم قرن اخیر، سرانجام توانست این برداشت نادرست را تغییر بدهد و امروز دست کم بخش عمده‌ای از مردم، شعر و ادبیات را از هم تمیز می‌دهند و اگرچه تعریف دقیقی از شعر در دست ندارند، به تجربه دریافته‌اند که تعریف شمس قیس رازی از شعر، تعریف پرتی است و به رغم او، کلام ممکن است موزون و متساوی نباشد و حروف آخرین آن هم به یکدیگر نماند و با این همه شعر باشد. امروز خواننده شعر می‌داند که وجه امتیاز شعر از ادبیات، تنها و تنها منطق شاعرانه است، نه وزن و قافیه و صنعت‌های کلامی…[۶۶]

### دربارهٔ فردوسی و تاریخ ایران
در هجدهم فروردین‌ماه ۱۳۶۹ به دعوت مرکز پژوهش و تحلیل مسائل ایران (سیرا) جلساتی در دانشگاه برکلی کالیفرنیا برگزار شد که هدف آن، بررسی هنر و ادبیات و شعر معاصر فارسی بود. سخنران یکی از این جلسات احمد شاملو بود. او در این جلسات با ایراد سخنانی پیرامون شاهنامه به مباحث زیادی دامن زد. شاملو این سخنرانی را در توجه دادن به حساسیت و نقد برای رسیدن به حقیقت و نقد روش روشنفکری ایرانی و مسئولیت‌های آن ایراد کرد و با طرح سؤالاتی فرهیختگان ایرانی خارج از کشور را به بازبینی و نقد اندیشه و یافتن پاسخ برای اصلاح فرهنگ و باورها فراخواند.
او در این سخنرانی دربارهٔ گئومات مغ که بر پایهٔ کتیبه داریوش، خود را به دروغ بردیا، برادر مقتول کمبوجیه نامیده و شورشی را علیه داریوش رهبری کرده بود، می‌گوید:
«حقیقت این است که اصلاً گئومات نامی در میان نبوده است. بردیا از غیبت کمبوجیه و اشراف توطئه‌چی درباری استفاده می‌کند و قدرت را به دست می‌گیرد و بی‌درنگ دست به انقلاب اجتماعی می‌زند.»
شاملو دربارهٔ ضحاک می‌گوید:
«ضحاک در دورهٔ سلطنت خودش که درست وسط دوره‌های سلطنت جمشید و فریدون قرار داشته طبقات را در جامعه به هم ریخته بوده است. حضرت فردوسی در بخش پادشاهی ضحاک از اقدامات اجتماعی او چیزی بر زبان نیاورده، به همین اکتفا کرده است که او را پیشاپیش محکوم کند و در واقع بدون این‌که موضوع را بگوید و حرف دلش را بر دایره بریزد، حق ضحاک بینوا را گذاشته کف دستش دو تا مار روی شانه‌هایش رویانده…»
شاملو بر این باور بود که ضحاک با رهبری توده‌های مردم، علیه نظام طبقاتی جمشید قیام کرده است. او می‌گوید:
«ضحاک فردوسی درست همان گئومات غاصبی است که داریوش از بردیا ساخته بود… می‌بینید دوستان، که حکومت ضحاک افسانه‌ای با بردیای تاریخی را ما به غلط و به اشتباه مظهری از حاکمیت استبدادی و خودکامگی و ظلم و جور و بیداد فردی تلقی کرده‌ایم. به عبارت دیگر شاید تنها شخصیت باستانی خود را که کارنامه‌اش به شهادت کتیبه بیستون و حتی مدارکی که از خود شاهنامه استخراج می‌توان کرد سرشار از اقدامات انقلابی توده‌ای است، بر اثر تبلیغات سوئی که فردوسی بر اساس منافع طبقاتی و معتقدات شخصی خود برای او کرده به بدترین وجهی لجن‌مال می‌کنیم و آنگاه کاوه را مظهر انقلاب توده‌ای به حساب می‌آوریم. درحالی‌که کاوه در تحلیل نهایی عنصری ضد مردمی است.»
شاملو همچنین تصویرسازی‌های فردوسی از کاوه آهنگر را نادرست برمی‌شمرد و کاوه را فردی ضدانقلابی و در مقابل توده‌های مردم برمی‌شمرد.
شاملو حدود ده سال پیش از این سخنرانی، چکیده‌ای از همین مطالب را در کتاب جمعه آورده بود ولی این‌بار سخنرانیِ او و لحن او، ناخشنودی و گاه خشم علاقه‌مندان به فردوسی و شاهنامه را برانگیخت و مقالاتی از سوی آنان در رد نظریات شاملو به چاپ رسید.
بهرام بیضایی و جلال خالقی مطلق و محمود امیدسالار توضیح داده‌اند که عقایدی از این دست بر بنیاد نوشته‌های علی حصوری در روزنامه کیهان در سه شنبه ۲۱ تیر ماه ۱۳۵۶ بوده است و شاملو خود نیز از نوشته‌های حصوری یاد کرده است. بیضایی در پی آوردِ سوّم کتاب هزارافسان کجاست؟ با نام «اژدهای شورشی» این موضوع را به تفصیل می‌کاود و این نگرش را پذیرفتنی نمی‌یابد و آن را دنباله دگرگشت‌های اسطوره این بار به شکل «اژدهای شورشی» در روزگار نو می‌داند. خالقی‌مطلق نیز گفته‌های شاملو را نشانهٔ بی‌اطّلاعی‌اش از شاهنامه می‌داند.

### دربارهٔ حافظ
حافظ شیراز عنوانِ تصحیح دیوان حافظ و روایتی است که شاملو از شعرهای خواجه حافظ شیرازی داشته است. شاملو در این کتاب که نخستین بار در سال ۱۳۵۴ منتشر شد روایت خاص خود را از شخصیت و شعر حافظ ارائه می‌دهد و در مقدمه کتاب، روش تصحیح و اصول کار خود را بیان می‌کند. او به مشکلات و تحریف‌های موجود در دیوان حافظ اشاره می‌کند و در اینکه حافظ یک عارف مسلک بوده دقیق شده او حافظ را مبارز و مصلحی اجتماعی می‌داند که فرهنگ ریا و زهد را نقد می‌کند. شاملو در مقدمهٔ آن کتاب که نخستین بار در سال ۱۳۵۴ منتشر شد می‌نویسد:
«به راستی کیست این قلندر یک لاقبای کفرگو که در تاریک‌ترین ادوار سلطه ریاکاران زهد فروش؛ در ناهار بازار زاهد نمایان و در عصری که حتی جلّادان آدمی‌خوار مغروری چون امیر مبارزالدین محمد و پسرش شاه شجاع نیز بنیان حکومت آن‌چنانی خویش را بر حد زدن و خُم شکستن و نهی از منکر و غزوات مذهبی نهاده‌اند؛ یک تنه وعده رستاخیز را انکار می‌کند خدا را عاشق و شیطان را عقل می‌خواند…»
تصحیح دیوان حافظ توسط شاملو، مورد انتقاد حافظ‌پژوهانی چون بهاءالدین خرمشاهی و برخی دیگر قرار گرفته است.
با این‌حال «حافظ شیراز به روایت احمد شاملو» همچنان منتشر می‌شود و یکی از پرفروش‌ترین روایت‌های حافظ است، ولی مقدمهٔ آن پس از انقلاب در ایران اجازه نشر نیافت و از آن پس بدون مقدمه منتشر شد.

## کارنامه

### نوشته‌ها
برخی از کتاب‌های شاملو عبارتند از:
- مجموعهٔ کتاب کوچه واژه‌نامه‌ای است از ضرب‌المثل‌ها، تکیه‌کلام‌ها، خرافه‌ها و اصطلاحات زبان عامیانهٔ مردم ایران. از سال ۱۳۶۰ به بعد با همکاری آیدا شاملو تدوین شد و پس از درگذشت شاملو کار بر روی این کتاب توسط آیدا ادامه دارد. چاپ مجلدات این مجموعه هنوز به پایان نرسیده است.∗
- ۱۳۳۰–۱۳۲۹ قطعنامه، چاپ اول با مقدمه فریدون رهنما و به هزینهٔ او:۱۳۳۰.
- ۱۳۳۰ آهنگ‌های فراموش‌شده، توسط ابراهیم دیلمقانیان منتشر شد.
- ۱۳۳۵–۱۳۲۶ هوای تازه
- ۱۳۳۸–۱۳۳۶ باغ آینه
- ۱۳۴۱–۱۳۳۹ لحظه‌ها و همیشه
- ۱۳۴۳–۱۳۴۱ آیدا در آینه
- ۱۳۴۴–۱۳۴۳ آیدا، درخت و خنجر و خاطره
- ۱۳۴۵–۱۳۴۴ ققنوس در باران
- ۱۳۴۸–۱۳۴۵ مرثیه‌های خاک
- ۱۳۴۹–۱۳۴۸شکفتن در مه
- ۱۳۵۲–۱۳۴۸ ابراهیم در آتش
- ۱۳۵۶–۱۳۵۵ دشنه در دیس
- ۱۳۵۹–۱۳۵۶ ترانه‌های کوچک غربت
- ۱۳۶۹ مدایح بی‌صله
- ۱۳۷۶–۱۳۶۴ در آستانه
- ۱۳۷۸–۱۳۵۱ حدیث بی‌قراری ماهان

### کارهای تلویزیونی
- ۱۳۴۵ تهیهٔ برنامهٔ کودکان برای تلویزیون به اسم قصه‌های مادربزرگ
- ۱۳۴۹ کارگردانی چند فیلم فولکلوریک برای تلویزیون: پاوه، شهری از سنگ و آناقلیچ داماد می‌شود
- ۱۳۵۰ نمایشنامهٔ آنتیگون (ناتمام)
- ۱۳۵۱ اجرای برنامه‌های رادیویی برای کودکان و جوانان

## جوایز
- ۱۳۵۱ جایزهٔ فروغ فرخزاد
- ۱۳۶۹ جایزهٔ Free Expression سازمان حقوق بشر نیویورک Human Rights Watch
- ۱۳۷۸ جایزهٔ استیگ داگرمن[۸۳]
- ۱۳۷۹ جایزهٔ واژه آزاد (هلند)

## مسئولیت آثار احمد شاملو
سیروس شاملو، فرزند احمد شاملو در گفت و گو با روزنامه اعتماد سایت مربوط به احمد شاملو و مؤسسه الف. بامداد را غیرقانونی دانست و اظهار کرد که مطابق قانون حقوق مؤلفین و مصنفین، تمامی حقوق معنوی و مادی آثار شاملو و نیز صدور مجوزهای فیلم و نمایش و موسیقی و بستن قراردادهای جدید متعلق به خانوادهٔ  احمد شاملو است و ناشران چاپی نیز فقط مجوز چاپ آثار را به صورت کتبی دارند. همچنین وی افزود که آثار شاملو در انحصار هیچ مؤسسه یا ناشر یا نهادی نیست و تمامی حقوق مربوط به آثار شاملو در داخل و خارج از کشور متعلق به خانوادهٔ وی است.

## مؤسسهٔ فرهنگی پژوهشی الف. بامداد
«مؤسسهٔ فرهنگی پژوهشی الف. بامداد» مؤسسه مستقل فرهنگی و سازمانی مردم‌نهاد در ایران است که به یاد احمد شاملو در سال ۱۳۹۰ خورشیدی تأسیس شده است. این نهاد مستقل فرهنگی جایزه شعر احمد شاملو را از سال ۱۳۹۴ بنیان گذاشت و هرساله بیست و یکم آذرماه در سالروز تولد این شاعر فقید مراسم پایانی آن برگزار و شاعران برگزیده معرفی می‌شوند.
سیروس شاملو در گفت‌وگویی مسئولیت نظارت مؤسسه فرهنگی الف. بامداد بر انتشار آثار احمد شاملو را به چالش کشیده است.

## جلوگیری از نشر اپرای پریا در ایران
در سال ۱۹۸۹ شیدا قره‌چه‌داغی روی ترجمه انگلیسی «شعر پریا» سروده‌ای از شاملو یک اپرا-باله ساخت که در همان سال در تورنتو روی صحنه رفت. نسخه شنیداری اجرای زنده این اثر در ژوئیه ۲۰۲۰ همزمان با بیستمین سالگرد درگذشت شاملو، در اروپا منتشر شد. در اجرای زنده سال ۱۹۸۹، بین بخش‌هایی از اپرا، کیهان کلهر با تک نوازی سه‌تار و آواز، شعر پریا را به پارسی بدون همراهی ارکستر اجرا کرده بود ولی این بخش در آلبوم  منتشر شده، حذف شده است. پیش از انتشار اپرا در اروپا، آهنگساز سالها کوشیده بود تا نسخه شنیداری اثر را در ایران منتشر کند ولی به دلیل وجود تکخوانی زن، به آن اجازه نشر داده نشده بود.